# Synagoge (Beilstein)

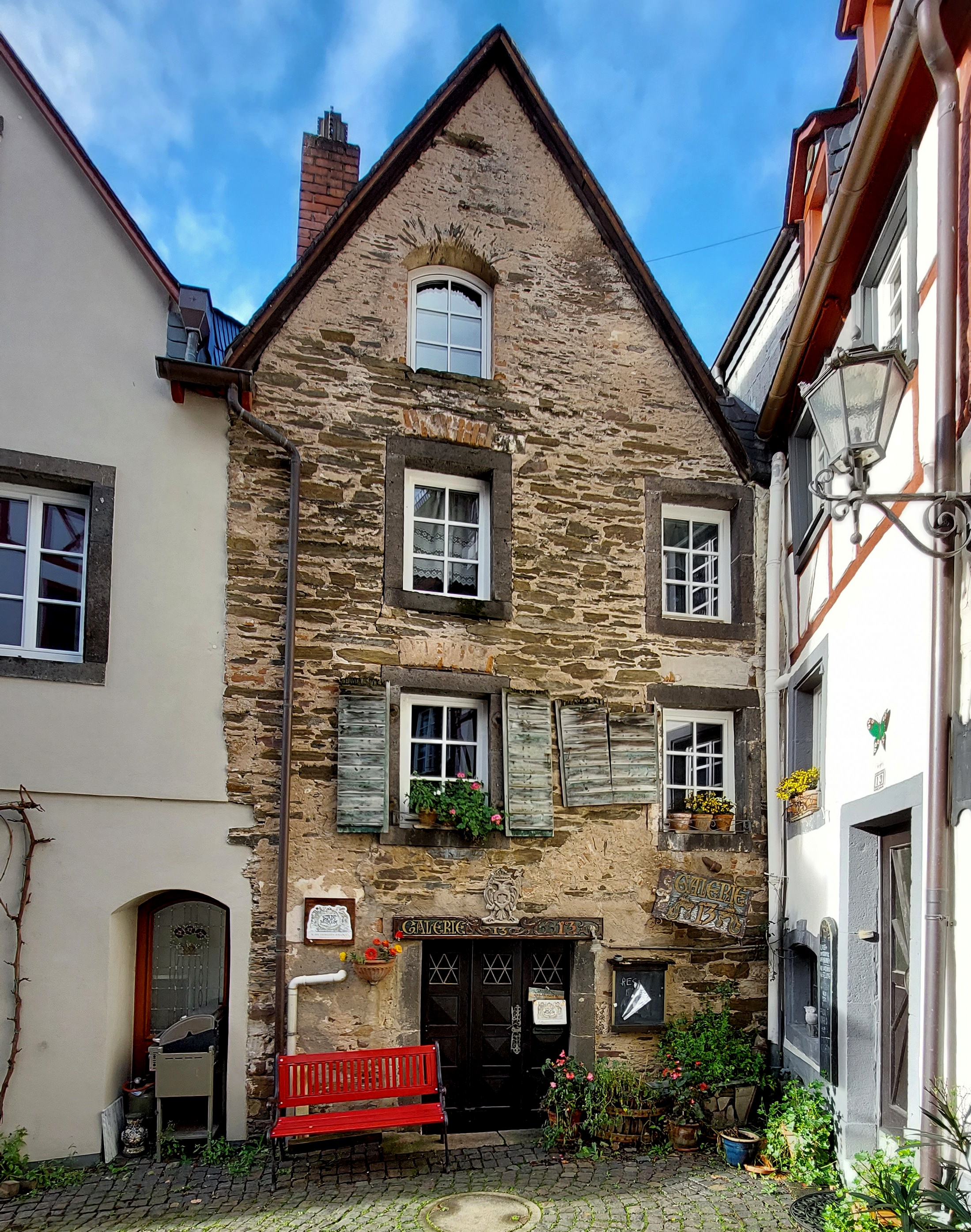
Ehemalige Synagoge in Beilstein

Die Synagoge in Beilstein, einer Ortsgemeinde im Landkreis Cochem-Zell in Rheinland-Pfalz, wurde vermutlich im Mittelalter errichtet. Die ehemalige Synagoge an der Weingasse 13 ist ein geschütztes Baudenkmal.

## Geschichte
Die Synagoge befindet sich im ehemaligen Judenviertel, in das zwei kleine Tore führten. Teile des heute noch erhaltenen Gebäudes könnten aus dem späten Mittelalter stammen.
Die Synagoge wurde auch von den in der Umgebung wohnenden jüdischen Personen aus Zell, Bruttig (siehe Synagoge in Bruttig) und Ediger besucht, bis in diesen Orten eigene Synagogen eingerichtet wurden.
Nach der Ab- und Auswanderung der meisten Familien wurde die Synagoge vor 1920 aufgegeben. 1925 wurde das Synagogengebäude verkauft. Der neue Eigentümer nutzte das Gebäude als Scheune bzw. Kelterraum und den Gewölbekeller als Stall.

## Heutige Nutzung
Anfang der 1990er Jahre wurde die profanierte Synagoge von einem Galeristen gekauft und mit großer Sorgfalt restauriert. Der ursprüngliche Zustand des Betraumes und der Frauenempore wurde wiederhergestellt.